# Loch Ard Achadh
Loch Ard Achadh ist ein See auf der schottischen Hebrideninsel Islay. Administrativ befindet er sich damit in der Council Area Argyll and Bute. Historisch lag er in der Grafschaft Argyllshire.

## Beschreibung
Der See liegt im Südteil der Insel auf der Halbinsel The Oa. Die nächstgelegenen Siedlungen sind das einen Kilometer nordnordöstlich befindliche Coillabus und das 1,5 km südwestliche gelegene Kinnabus. Wenige hundert Meter südwestlich befand sich einst die heute aufgegebene Siedlung Asabus. Der See weist eine maximale Länge von etwa 470 m und eine maximal Breite von etwa 310 m auf. 200 m nordwestlich befindet sich der kleine Nachbarsee Loch nan Gillean. Am Südwestufer fließt ein kurzer, namenloser Bach aus Loch Ard Achadh ab, welcher den tiefergelegenen Nachbarsee Loch Kinnabus speist, der schließlich in die Laggan Bay entwässert. Sein Fischbestand ist zum Angeln geeignet.
Loch Ard Achadh liegt auf einer Höhe von 98 Metern. Sein Volumen von rund 470.000 Kubikmetern wird durch ein Einzugsgebiet von 44 Hektar gespeist. Dieses besteht im Wesentlichen aus Heide- (41 %) und Moorland (23 %). Grundwasser macht 21 % des Zuflusses aus. Der See weist eine mittlere Tiefe von 5,0 Metern auf. Der zehn Hektar bedeckende See besitzt einen Umfang von rund einem Kilometer.

## Geschichte
Zwischen Loch Ard Achadh und Loch nan Gillean befinden sich die Überreste eines aufgegebenen Bauernhofs. Direkt östlich davon wurden die erdbedeckten Spuren deutlich älterer Behausungen entdeckt, die wahrscheinlich noch aus der Zeit der Besetzung der Insel durch Wikinger stammen. Der Fund einer Axt aus der späten Bronzezeit lässt darauf schließen, dass die Ufer des Sees bereits in der Bronze- und frühen Eisenzeit besiedelt waren.